# Operação Urano
Operação Urano (em russo:  Операция «Уран», Operatsiya "Uran") foi o nome de código da operação estratégica soviética de contra-ofensiva realizada entre 19 e 23 de Novembro de 1942, durante a Segunda Guerra Mundial, que levou ao cerco do 6.º Exército alemão, dos 3.º e 4.º Exércitos romenos, e parte do 4.º Exército Panzer alemão. A operação, inserida na Batalha de Estalinegrado, tinha por objectivo destruir as forças alemãs que se encontravam em Estalinegrado e em seu redor. O planeamento da Operação Urano começou em Setembro de 1942, e foi desenvolvido em simultâneo com outros planos para cercar e destruir o Grupo de Exércitos Central alemão e as forças alemãs no Cáucaso. O Exército Vermelho tirou vantagem da fraca preparação do exército germânico para enfrentar o Inverno, e do facto de as forças posicionadas a sul da União Soviética terem atingido o seu limite, perto de Estalinegrado, e estarem a utilizar o apoio das fracas tropas romenas para lhes proteger os flancos; os pontos de partida das ofensivas foram estabelecidas ao longo da secção frontal directamente oposta às forças romenas. Estas forças do Eixo não tinham o equipamento pesado necessário para fazerem frente aos blindados soviéticos.
Devido à grande dimensão da frente criada pela ofensiva de Verão alemã, cujo objectivo era conquistar os campos petrolíferos do Cáucaso e a cidade de Estalinegrado, as forças alemãs, assim como outras do Eixo, foram forçadas a proteger vários sectores da frente para além dos inicialmente previstos. Esta situação foi ainda mais exagerada pelos alemães ao decidirem reposicionar várias divisões mecanizadas desde a União Soviética até à Europa Ocidental. Para além do mais, as unidades posicionadas naquela zona estavam exaustas após meses de combates, em particular aquelas que participaram nos confrontos em Estalinegrado. Os alemães só podiam contar com o 48.º Corpo Panzer, que tinha a força de uma simples divisão panzer, e com a 29.ª Divisão Panzergrenadier como reserva de apoio aos aliados romenos nos flancos do 6.º Exército alemão. Em comparação, o Exército Vermelho tinha mobilizado mais de um milhão de tropas com o objectivo de dar início à ofensiva em Estalinegrado. O movimento das tropas soviéticas não foi, no entanto, fácil, em especial no que concerne à dificuldade de esconderem a sua operação, e ao facto de ser habitual as unidades soviéticas chegarem atrasadas devido a problemas logísticos. A Operação Urano foi adiada, inicialmente, do dia 8 para 17 de Novembro e, posteriormente, para 19 de Novembro.
Às 07h20, hora de Moscovo, de 19 de Novembro, as forças soviéticas do lado norte do flanco do Eixo em Estalinegrado, começaram a sua ofensiva; as forças a sul, começaram a 20 de Novembro. Embora as forças romenas tivessem conseguido repelir os primeiros ataques, no final de 20 de Novembro, o 3.º e 4.º Exércitos romenos estavam em debandada, devido ao movimento do Exército Vermelho que conseguiu penetrar, sem confrontos, nas divisões de infantaria alemãs. As reservas alemãs não foram fortes o suficiente para desviar as forças mecanizadas soviéticas da frente, enquanto o 6.º Exército não reagiu com a rapidez suficiente para mobilizar as forças blindadas alemãs em Estalinegrado e posicioná-las para fazer frente à ameaça iminente. No dia 22 de Novembro, as forças soviéticas reuniram-se na cidade de Kalach, cercando 290 000 homens a leste do rio Don. Em vez de tentar quebrar o cerco, o Chefe-de-Estado alemão, Adolf Hitler, decidiu manter as forças do Eixo em Estalinegrado, e reabastecê-las por via aérea. Entretanto, os comandantes soviéticos e alemães começaram a preparar os seus próximos movimentos.

## Antecedentes
Em 28 de Junho de 1942, a Wehrmacht deu início à sua ofensiva contra as forças soviéticas estacionadas do lado oposto do Grupo de Exércitos Sul, codificada com a designação de Fall Blau (mais tarde designada de Operação Braunschweig). Depois de penetrar nas forças do Exército Vermelho no dia 13 de Julho, as tropas alemãs cercaram e capturaram a cidade de Rostov. Na sequência da queda desta cidade, Hitler dividiu as forças alemãs a operar na extremidade sul da União Soviética, num esforço para, em simultâneo, capturar a cidade de Estalinegrado e os campos petrolíferos do Cáucaso. A responsabilidade desta tarefa foi entregue ao 6.º Exército que, de imediato, se dirigiu para o rio Volga e iniciou o seu avanço com um forte apoio aéreo da Luftflotte 4 da Luftwaffe . A 7 de Agosto, dois corpos panzer alemães conseguiram flanquear, e cercar, uma força soviética de 50 000 homens e cerca de 1000 tanques, e, a 22 de Agosto, as forças alemãs começaram a atravessar o rio Don para completar o avanço em direcção ao Volga. No dia seguinte, a Batalha de Estalinegrado teve início quando as tropas da vanguarda do 6.º Exército penetraram  nos subúrbios da cidade.

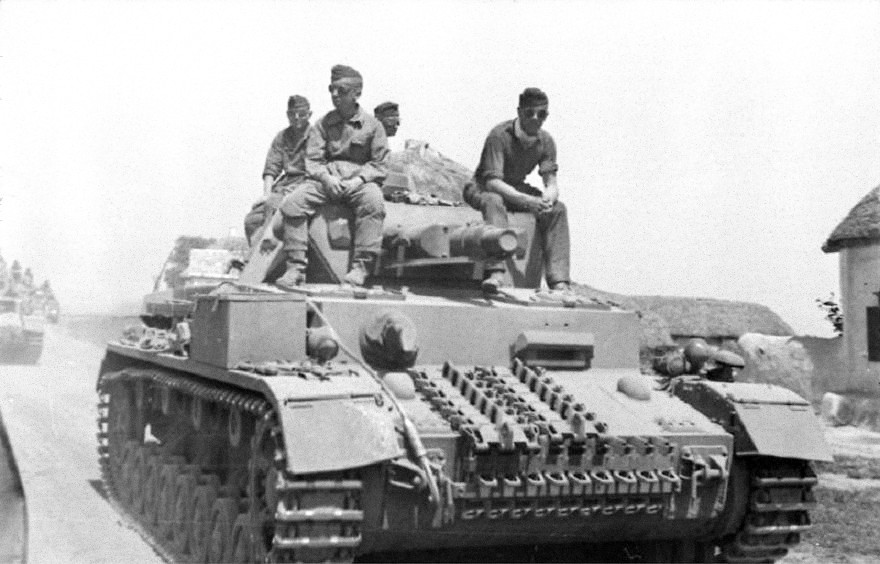
Tropas alemãs a avançar na União Soviética, Junho de 1942

Em Novembro, o 6.º Exército já tinha ocupado grande parte de Estalinegrado, forçando o Exército Vermelho a recuar até à margens do rio Volga. Por esta altura, havia indícios de uma iminente ofensiva soviética cujo objectivo era destruir as forças das Wehrmacht em redor da cidade, e actividade soviética do lado oposto dos flancos do 6º Exército, para além de informações obtidas pelos interrogatórios realizados a prisioneiros soviéticos. Contudo, o comando alemão estava concentrado em finalizar a captura de Estalinegrado. De facto, o chefe do Estado-maior do Exército, general Franz Halder, tinha sido demitido em Setembro depois de ter tentado avisar sobre o perigo que se estava a desenvolver ao longo da enorme extensão dos flancos do 6.º Exército e do 4.º Exército Panzer. No início de Setembro, o Stavka (alto comando soviético) começou a planear um conjunto de contra-ofensivas para cercar as forças alemãs no sul, lutar em Estalinegrado e no Cáucaso, e contra o Grupo do Exército Centro. O comando das operações para libertar Estalinegrado ficou entregue ao general Aleksandr Vasilevsky.
O Stavka desenvolveu duas grandes operações a serem conduzidas contra as forças do Eixo perto de Estalinegrado - Urano e Saturno -, e uma terceira operação - Marte - concebida para atacar o Grupo do Exército Centro num esforço para desviar os reabastecimentos, e para infligir o maior número de danos possível. A Operação Urano envolveu a utilização massiva de forças de infantaria e mecanizadas para envolver as forças alemãs, e outras do Eixo, em redor de Estalinegrado. À medida que a preparação para a ofensiva tinha início, os pontos de partida para os ataques eram estabelecidos desde a frente, até à retaguarda, do 6.º Exército alemão, impedindo, deste modo, os alemães de reforçarem aqueles sectores onde as unidades do Eixo já se encontravam no seu limite e em dificuldades. A ofensiva estava planeada para envolver as tropas alemãs; as forças mecanizadas soviéticas atacariam a retaguarda alemã, enquanto outro ataque seria efectuado perto do 6.º Exército alemão. Enquanto o Exército Vermelho se preparava, os comandantes alemães - influenciados pela crença de que o Exército Vermelho, ao estar a preparar um ataque ao Grupo do Exército Centro a norte, era incapaz de organizar uma ofensiva simultânea a sul — continuavam a negar a possibilidade de uma iminente ofensiva soviética.

## Forças no terreno

### Forças do Eixo
A Operação Braunschweig envolvia as forças alemães e outras do Eixo, distribuídas ao longo de uma frente com mais de 480 km de comprimento, e várias centenas de profundidade; a decisão de tomar Estalinegrado tinha alargado ainda mais as forças do Eixo, mobilizando tropas para leste. Por exemplo, no início de Julho, o 6.º Exército defendia uma linha de 160 km, ao mesmo tempo que participava numa ofensiva que se estendia por cerca de 40 km. O Grupo do Exército B, separado do Grupo do Exército Sul (as forças em acção no Cáucaso eram designadas por Grupo do Exército A), parecia forte em teoria: incluía o 2.º e 6.º Exércitos, o 4.º Exército Panzer, 3.º e 4.º romenos, 8.º italiano, e o 2.º húngaro. O Grupo do Exército B incluía o 48.º Corpo Panzer, que tinha a força de uma divisão panzer enfraquecida, e apenas uma divisão de infantaria de reserva. Uma grande parte dos flancos alemães era apoiada por exércitos não-alemães do Eixo, enquanto as forças alemãs estavam à frente das contínuas operações em Estalinegrado e no Cáucaso.

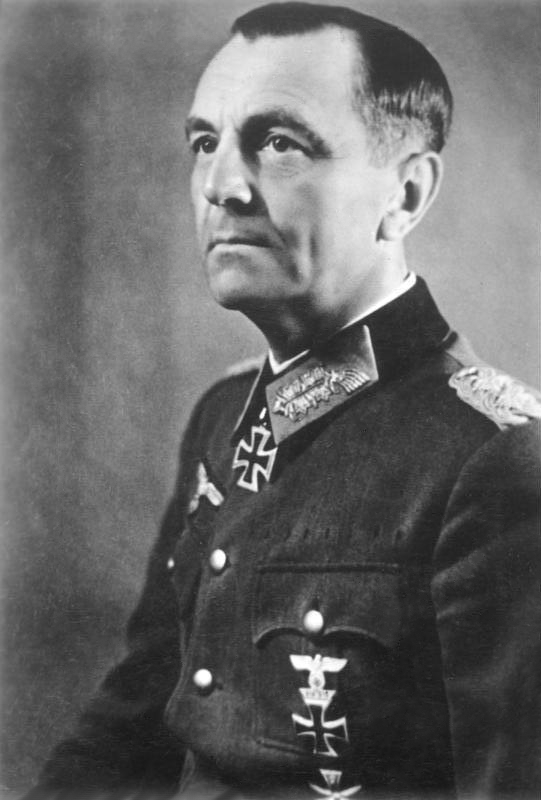
General Friedrich Paulus, comandante do 6.º Exército alemão

Enquanto Adolf Hitler expressava a sua confiança na capacidade das unidades não-alemãs para proteger os flancos das forças alemãs, na verdade, estas unidades estavam equipadas com armamento obsoleto e artilharia puxada por cavalos e, em muitos casos, o mau tratamento dos praças pelos oficiais causava uma forte baixa do moral. No que diz respeito às forças mecanizadas, a 1.ª Divisão Blindada romena estava equipada com cerca de 100 tanques checos Panzer 35(t), equipados com um canhão de 37 mm ineficaz contra o tanque soviético T-34. De igual forma, as suas armas anti-tanque 37 mm PaK eram antiquadas e tinham poucas munições. Só depois de muitos pedidos é que os alemães enviaram aos romenos unidades de 75 mm PaK; seis por divisão. Estas unidades foram posicionadas ao longo de uma extensa linha de frente; por exemplo, o 3.º Exército romeno ocupava uma linha de 140 km de comprimento, enquanto o 4.º Exército romeno protegia uma extensão de 270 km. Os italianos e os húngaros foram colocados no Don a oeste do 3.º Exército romeno, mas os comandantes alemães não tinham em grande consideração a capacidade daquelas unidades para o combate.
De uma maneira geral, as forças alemãs também não se encontravam em melhores condições; estavam enfraquecidas por meses de combates com o Exército Vermelho, e, enquanto o Stavka organizava novos exércitos, o alto comando alemão tentava manter as suas unidades mecanizadas existentes. Além disso, durante a ofensiva alemã, entre Maio e Novembro de 1942, duas divisões de elites motorizadas - a Leibstandarte e a Großdeutschland -, foram transferidas do Grupo do Exército A para oeste, para servir de reserva caso se verificasse o desembarque Aliado em França. O 6.º Exército também sofreu pesadas baixas durantes os combates na cidade de Estalinegrado. Em alguns casos, como o da 22.ª Divisão Panzer, o seu equipamento não era melhor que o da 1.ª Divisão Blindada romena. Às formações alemãs era exigido que ocupassem uma extensa linha de frente; o XI Corpo de Exército, por exemplo, tinha que defender uma frente com 100 km de extensão.

### Forças soviéticas
O Exército Vermelho mobilizou cerca de 1 100 000 de homens, 804 tanques, 13 400 peças de artilharia e mais de mil aeronaves para a ofensiva que se aproximava. Para fazer frente ao 3.º Exército romeno, os soviéticos colocaram o recentemente mobilizado 5.º Exército de Tanques, e os 21.º e 65.º Exércitos, para penetrar e destruir os flancos alemães. O flanco sul alemão seria atacado pelos 51.º e 57.º Exércitos das Frentes de Estalinegrado, tendo à sua frente os 13.º e 14.º Corpos Mecanizados; estes teriam o papel de penetrar no 4.º Exército romeno, por forma a criar uma ligação como o 5.º Exército de Tanques perto da cidade de Kalach. No total, os soviéticos mobilizaram 11 exércitos e várias brigadas e corpos de tanques independentes. No entanto, a preparação para a ofensiva foi realizada no meio de uma má organização; a 8 de Novembro, o Stavka emitiu ordens para adiar a data de lançamento da operação pois os atrasos nos transportes tinham impedido muitas unidades de se deslocarem para os locais atribuídos. Entretanto, as unidades da frente efectuaram várias simulações de guerra para praticarem a resposta aos contra-ataques do inimigo e explorarem o seu próprio contra-ataque com as forças mecanizada. Estas movimentações foram ocultadas através de uma campanha simulada pelos soviéticos, incluindo uma diminuição do tráfego de rádio, camuflagem, segurança operacional, utilizando correios para comunicar em vez da rádio, passando pela criação da ilusão do aumento dos movimentos de tropas em redor de Moscovo. As tropas receberam ordens para construir fortificações defensivas, para criar falsas expectativas aos alemães, enquanto eram colocadas pontes falsas para desviar a atenção das verdadeiras pontes ao longo do rio Don. O Exército Vermelho também efectuou alguns ataques contra o Grupo do Exército do Centro, e estabeleceram formações simuladas para manter a ideia da chegada de uma grande ofensiva contra as forças alemãs na região central da União Soviética.
As forças da Frente Soviética de Estalinegrado foram sujeitas a fortes bombardeamentos, tornando a mobilização mais difícil. Os 38 batalhões de engenharia colocados na frente ficaram responsáveis por levar munições, pessoal e tanques através do rio Volga, enquanto efectuavam pequenos reconhecimentos ao longo de algumas secções da frente, as quais seriam os pontos de passagem da ofensiva. Em três semanas, o Exército Vermelho transportou cerca de 111 000 soldados, 420 tanques e 556 peças de artilharia pelo Volga.
No dia 17 de Novembro, Vasilevsky foi chamado a Moscovo, onde lhe foi mostrada uma carta escrita a Estaline pelo general Volsky, comandante do 4.º Corpo Mecanizado, que pedia o urgente cancelamento da ofensiva. Volsky acreditava que a ofensiva, tal como estava planeada, iria redundar em fracasso dado o estado das forças destinadas à operação; sugeriu, então, adiar a ofensiva e alterar o plano na totalidade. Uma grande parte dos soldados soviéticos não tinha recebido o equipamento de Inverno, e muitos tinham morrido congelados "devido à atitude irresponsável dos comandantes". Embora o serviço de informação tenha realizado esforços para obter tanta informação quanto possível das forças do Eixo colocadas à sua frente, não havia muitos dados sobre o estado do 6.º Exército alemão. Os comandantes soviéticos, passando por cima de Vasilevsky, concordaram em que a ofensiva não devia ser cancelada, e Estaline telefonou pessoalmente a Volsky, que reiterou a sua intenção de levar a cabo a operação caso recebesse ordens para tal.

## Ofensiva soviética

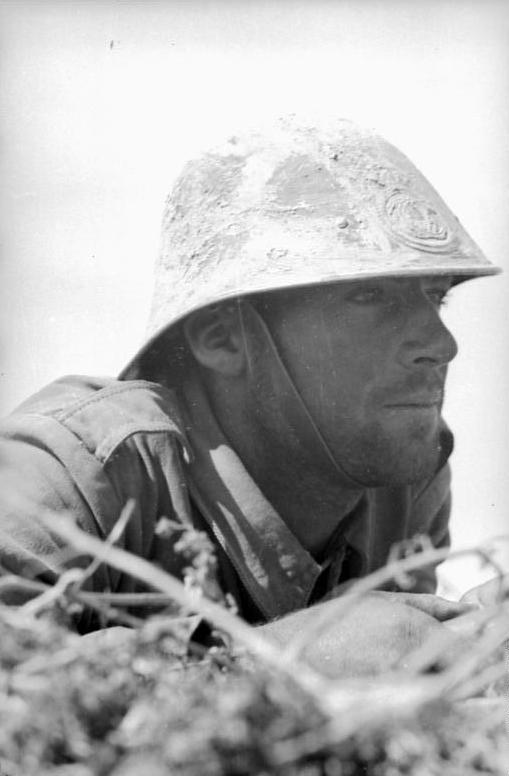
Soldado romeno na frente.

A Operação Urano, adiada para o dia 17 de Novembro, foi, de novo, adiada por dois dias quando o general soviético Gueorgui Jukov foi informado de que as aeronaves de apoio à operação não estavam preparadas; no dia 19 de Novembro, a operação teve início. Pouco depois das 05h00, o tenente Gerhard Stöck, colocado no IV Corpo do Exército romeno no sector de Kletskaya, telefonou para o quartel-general do 6.º Exército em Golubinsky, dando informações sobre um ataque iminente que iria ter lugar depois das 05h00, naquela manhã; no entanto, como a chamada foi recebida depois das cinco horas, e como os falso-alarmes eram habituais, o oficial de serviço que recebeu o telefonema não se preocupou em acordar o chefe do exército, general Arthur Schmidt. Apesar de os comandantes soviéticos terem sugerido adiar o bombardeamento devido à fraca visibilidade que o nevoeiro provocava, os quartéis-generais da frente decidiram prosseguir. Às 07h20 (hora de Moscovo; 05h20 na Alemanha), os comandantes da artilharia soviética receberam a palavra de código "Sirene", indicando um bombardeamento de 80 minutos direccionado contra as unidades das forças não-alemãs do Eixo que protegiam os flancos alemães. Cerca de de 3,5 mil peças de artilharia abriram fogo contra o 3.º Exército romeno e contra a secção norte do flanco do 6.º Exército alemão. Embora o denso nevoeiro tenha impedido as correcções dos disparos da artilharia soviética, as semanas de preparação permitiram-lhes efectuar os disparos com precisão sobre o inimigo ao longo da frente. O efeito foi devastador: as linhas de comunicação foram cortadas; os depósitos de munições destruídos; e os postos de observação da frente deitados por terra. Muitas das tropas romenas que sobreviveram  ao bombardeamento, começaram a fugir para retaguarda. A artilharia soviética apontada às posições de artilharia romenas e às formações de segunda linha, acabaram por atingir os soldados romenos em fuga.

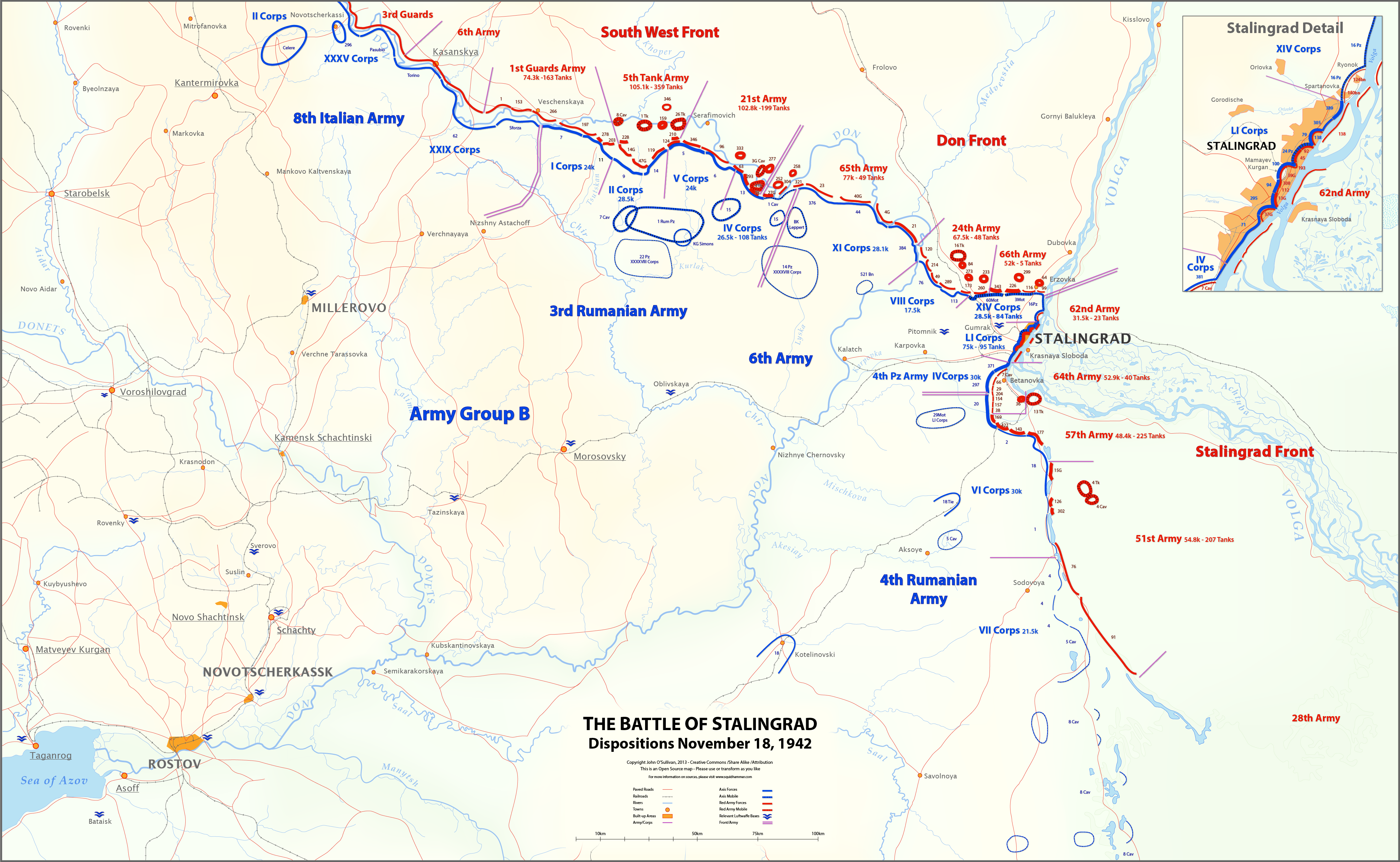
Posição das unidades do Eixo e dos soviéticos a 18 de Novembro de 1942.

### Contra o 3.º Exército romeno: 19 de Novembro
A ofensiva contra o 3.º Exército romeno começou às 08h50, liderada pelos 21.º e 65.º Exércitos soviéticos e pelo 5.º Exército de Tanques. Os primeiros dois assaltos foram repelidos pelos defensores romenos, e os efeitos do bombardeamento da artilharia pesada tinha, na realidade, tornado a movimentação dos blindados soviéticos mais difícil através das minas e do terreno destruído. Contudo, a inexistência de artilharia anti-tanque levou ao colapso da defesa romena; por volta do meio-dia, o 4.º Corpo de Tanques e o 3.º Corpo da Guarda a Cavalo conseguiram passar. Pouco depois, o 5.º Exército de Tanques conseguiu penetrar no 2.º Corpo romeno, seguido pelo 8.º Corpo de Cavalaria. À medida que os blindados avançavam através do denso nevoeiro orientados por bússola, transpondo as posições de artilharia romenas e alemãs, três divisões de infantaria romenas começaram a entrar em pânico e a dar origem ao caos; o 3.º Exército romeno tinha sido flanqueado a oeste e a leste. Depois de terem conhecimento do ataque soviético, o quartel-general do 6.º Exército foi incapaz de dar instruções às 16.º e 24.º Divisões Panzer, até ali em acção em Estalinegrado, para que se organizassem e apoiassem as defesas romenas; em vez disso, a tarefa foi dada ao exausto e pouco equipado 48.º Corpo Panzer.
O 48.º Corpo Panzer tinha menos de 100 tanques modernos operacionais para combater contra os blindados soviéticos. Além, disso, tinham falta de combustível, e os poucos tanques existentes forçaram os comandantes a organizar companhias de infantaria com as suas tripulações; a 22.ª Divisão Panzer, que fazia parte do 48.º Corpo Panzer, foi praticamente destruída no combate que se seguiu. A 22.ª Divisão entrou no combate com menos de trinta tanques operacionais, e acabou com uma companhia de tanques. A 1ª Divisão Blindada romena, integrada no 48.º Corpo Panzer, atacou o 26.º Corpo de Tanques soviético depois de ter ficado sem comunicações com o seus comandantes alemães, sendo derrotados a 20 de Novembro. À medida que os soviéticos avançavam para sul, muitas das tripulações dos seus tanques começaram a sofrer com o forte nevão que se fazia sentir, o qual afectava homens e equipamentos, e bloqueava o seu ângulo de tiro. Era habitual os tanques perderem tracção, e um membro da tripulação ter um braço fracturado devido ao movimento irregular e duro dentro dos blindados. No entanto, também os corpos alemães enfrentaram problemas de coordenação devido à tempestade de neve.
A expulsão do 3.º Exército romeno começou no dia 19 de Novembro. O 21.º Exército e o 5.º Exército de Tanques soviéticos capturaram cerca de 27 000 soldados romenos — cerca de três divisões — e seguiram o seu avanço em direcção a sul. A cavalaria soviética foi utilizada para consolidar a penetração nas forças do Eixo, cortar as comunicações entre os romenos e o 8.º Exército italiano, e impedir qualquer possibilidade de contra-ataque aos flancos soviéticos. Enquanto a Força Aérea Vermelha atacava os soldados romenos em retirada, a Luftwaffe pouco fazia para anular o seu inimigo. A retirada da 1ª Divisão de Cavalaria romena, originalmente posicionada no flanco da 376.ª Divisão de Infantaria alemã, permitiu que o 65.º Exército soviético circundasse as defesas alemãs. Quando as forças alemãs começaram a reagir, no final do dia 19 de Novembro, um novo ataque começou a ocorrer no flanco sul do 6.º Exército.

### Contra o flanco sul alemão: 20 de Novembro

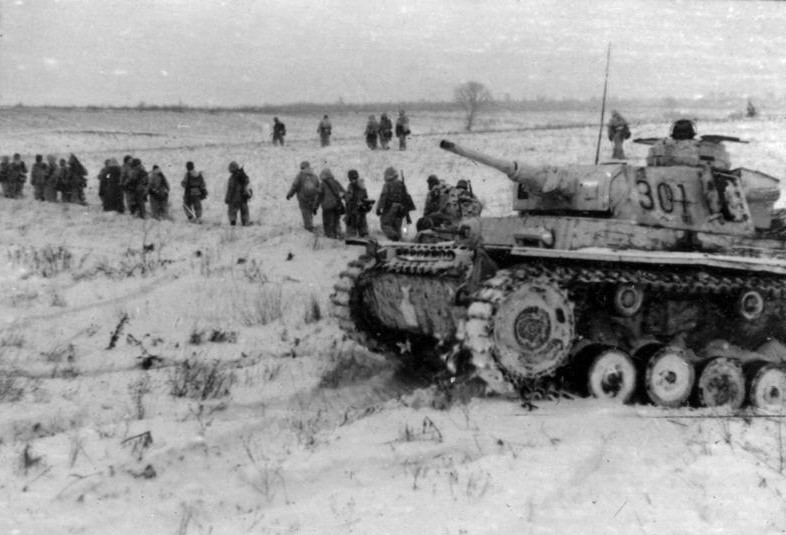
Panzer III no Sul da União Soviética, Dezembro de 1942.

Ao amanhecer do dia 20 de Novembro, o Stavka telefonou ao comandante da Frente de Estalinegrado, Andrei Yeremenko, para saber se ele ia dar início à sua ofensiva à hora planeada, 08h00. Yeremenko respondeu afirmativamente, caso o nevoeiro levantasse; embora o 51.º Exército tenha dado início aos seus bombardeamentos à hora prevista, pois os quartéis-generais da frente não conseguiram contactar a divisão, as restantes forças preparadas para a operação receberam ordens para adiar o ataque até às 10h00. O 51.º Exército atacou o 6.º Corpo romeno, fazendo muitos prisioneiros. Quando o 57.º Exército se juntou ao ataque, a situação no campo de batalha era tal que a Frente de Estalinegrado mandou avançar o seu corpo blindado para o terreno de batalha. A 297ª Divisão de Infantaria alemã  aguardava enquanto o seu apoio romeno fracassava na resistência que opunha ao Exército Vermelho. Contudo, a confusão e a falta de controlo impediam que os 4.º e 13.º Corpos Mecanizados soviéticos explorassem as brechas conseguidas pela abertura da ofensiva.
Os alemães responderam rapidamente ao mobilizarem para o terreno de acção as forças de reserva no local, a 29.ª Divisão Panzergrenadier. Apesar das vitórias iniciais contra as forças blindadas soviéticas, o colapso romeno forçou a divisão a, de novo, ser mobilizada numa tentativa de defender as posições a sul. O contra-ataque da 29.ª Divisão Panzergrenadier destruiu 50 tanques soviéticos, e causou preocupação aos seus comandantes sobre a segurança do seu flanco esquerdo. No entanto, a mobilização da divisão alemã significava que, entre o avanço das forças soviéticas e o rio Don, apenas se encontrava o 6.º Regimento de Cavalaria romeno.

Batalha de Estalinegrado

### Operações contínuas: 20 a 23 de Novembro
Enquanto a Frente de Estalinegrado lançava a sua ofensiva a 20 de Novembro, o 65.º Exército soviético continuava a pressionar o 11.º Corpo alemão ao longo da secção norte do flanco do 6.º Exército. O 4.º Corpo de Tanques do Exército Vermelho avançou para além do 11º Corpo alemão, enquanto 3.º Corpo de Cavalaria de Guardas atacava a retaguarda da unidade alemã. A 376.ª Divisão de Infantaria alemã e a 44.ª Divisão de Infantaria austríaca começou a reorganizar a sua posição para fazer face ao inimigo que se aproximava dos seus flancos, mas foram impedidos por falta de combustível. O regimento remanescente da 14.ª Divisão Panzer destruiu um regimento soviético do 3.º Corpo de Cavalaria de Guardas que os flanqueava, mas a sua artilharia anti-tanque sofreu pesadas baixas quando foi esmagada pelas forças soviéticas. No final do dia, o 1.º Corpo de Tanques soviético perseguia o 48.º Corpo Panzer em fuga, enquanto o 26.º Corpo de Tanques soviético capturava a cidade de Perelazovsky, a 130 km a noroeste de Estalinegrado.

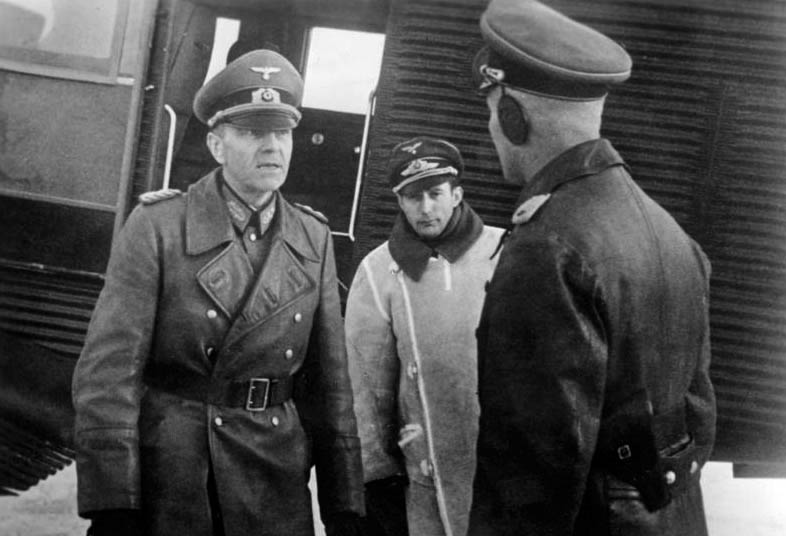
O general Paulus no Sul da União Soviética.

A ofensiva do Exército Vermelho continuou a 21 de Novembro, com as forças da Frente de Estalinegrado a avançar 50 km. Por esta altura, as restantes unidades romenas a norte estavam a ser destruídas em batalhas isoladas, enquanto o Exército Vermelho começava a atacar secções dos flancos do 4.º Exército Panzer e do 6.º Exército. A 22.ª Divisão Panzer alemã, apesar de ter tentado um pequeno contra-ataque, foi reduzida a pouco mais de uma companhia de tanques, e forçada a retirar para sudoeste. O 26.ª Corpo de Tanques soviético, depois de ter destruído uma grande parte da 1.ª Divisão Blindada romena, continuou o seu avanço para sudeste, evitando entrar em confronto com o inimigo que ía ficando para trás, embora o remanescente do 5.ª Corpo romeno tenha sido capaz de se reorganizar, e de ter construído defesas na esperança de ser ajudado pelo 48.º Corpo Panzer alemão. Naquele dia, o general Friedrich Paulus, comandante do 6.º Exército, recebeu relatórios informando que os soviéticos se encontravam a menos de 40 km do seu quartel-general; para além disso, não havia unidades que pudessem fazer frente ao avanço soviético. A sul, depois de uma breve paragem, o 4.º Corpo mecanizado continuou o seu avanço para norte, expulsando os defensores alemães de várias cidades na região, até Estalinegrado. Como as forças alemãs, dentro e fora de Estalinegrado, estavam em risco, Hitler deu ordem às suas próprias tropas no local para estabelecerem uma "posição defensiva abrangente" e designou as forças entre o Don e o Volga como "Fortaleza Estalinegrado", em vez de permitir que o 6.º Exército tentasse retirar. Este Exército, outras forças do Eixo, e muitas das unidades do 4.º Exército Panzer, foram apanhados dentro de um crescente cerco soviético. Apenas a 16.ª Divisão Panzergrenadier tentou furar o cerco. A falta de coordenação entre os tanques soviéticos e a infantaria, devido à tentativa do corpo de tanques do Exército Vermelho de explorar a brecha ao longo do flanco sul alemão, permitiu ao 4.ª Exército romeno escapar à destruição.
A 22 de Novembro, as forças soviéticas começaram a atravessar o rio Don e continuaram o seu avanço em direcção à cidade de Kalach. As forças alemãs que defendiam esta cidade, constituídos, na sua maioria, por pessoal de manutenção e de abastecimentos, só ficaram a saber da ofensiva soviética a 21 de Novembro e, mesmo assim, não sabiam qual a verdadeira dimensão do Exército Vermelho que se aproximava. A tarefa de levar uma ponte até Kalach, foi dada ao 26.º Corpo de Tanques, que utilizou dois tanques e dois veículos de reconhecimento alemães capturados para a aproximação à cidade, e para disparar sobre os guardas. As forças soviéticas entraram na cidade a meio da manhã e expulsaram os seus defensores, permitindo, assim, que elas próprias e o 4.º Corpo de Tanques se juntassem ao 4.º Corpo Mecanizado do Exército Vermelho, que se aproximava do sul. O cerco das forças alemãs em Estalinegrado terminou no dia 22 de Novembro de 1942. Nesse dia, as formações soviéticas continuaram a lutar contra pequenas posições de resistência romena, como o do 5.º Corpo romeno.
Os combates continuaram a 23 de Novembro quando os alemães tentaram, em vão, efectuar contra-ataques locais para furar o cerco. Por esta altura, o pessoal do Eixo, dentro do cerco, seguiu para leste até Estalinegrado para evitar os tanques soviéticos, enquanto aqueles que conseguiram fugir ao cerco, foram para oeste em direcção às forças alemãs e outras forças do Eixo.

## Rescaldo
A Operação Urano cercou entre 250 000 e 300 000 soldados do Eixo numa área de 50 km de leste a oeste, e 40 km de norte a sul. Naquela área, ficaram presos quatro corpos de infantaria, um corpo panzer (pertencentes ao 4.º Exército Panzer e 6.º Exército), elementos  sobreviventes de duas divisões romenas, um regimento de infantaria croata e outras unidades especializadas. Em termos de equipamento, ficaram retidos cerca de 100 tanques, 2 000 peças de artilharia e morteiros, e 10 000 camiões. A retirada para Estalinegrado deixou um rasto de capacetes, armas e outro equipamento, e equipamento pesado destruído, deixados para trás, à beira das estradas. As pontes ao longo do rio Don ficaram entupidas com o excesso de tráfego, à medida que as tropas sobreviventes retiravam para leste no meio de um tempo gelado, tentando escapar aos blindados e infantaria soviéticos que ameaçavam cortar-lhes o caminho desde Estalinegrado. Muitos soldados do Eixo foram pisados, e muitos dos que tentaram atravessar o rio a pé caíram pelo gelo e morreram afogados. Os soldados esfomeados entraram nas aldeias soviéticas à procura de abastecimentos, e os depósito de comida foram pilhados em busca de comida enlatada. Os últimos soldados atravessaram o rio Don a 24 de Novembro, e demoliram as pontes para cortar o caminho às tropas soviéticas em Estalinegrado.
O 6.º Exército, no meio do caos, começou a construir linhas defensivas, limitados pela falta de combustível, munições e rações, e pelo frio gélido que se fazia sentir pelo avanço do Inverno russo. Ficou, também, responsável por preencher os espaços deixados pela desintegração das forças romenas. A 23 de Novembro, algumas unidades alemãs destruíram ou queimaram tudo o que não fosse necessário para uma operação de fuga, e começaram a retirar para o extremo norte de Estalinegrado. Contudo, depois de os alemães terem abandonado os seus bunkers de Inverno, o 62.º Exército soviético destruiu a 94ª Divisão de Infantaria alemã no terreno; os sobreviventes da divisão alemã foram integradas nas 16.ª e 24.ª Divisões Panzer. Embora os comandantes militares alemães fossem da opinião  de que as forças da Wehrmacht, presas no cerco, deviam tentar escapar, entre 23 e 24 de Novembro Hitler decidiu, pelo contrário, que deviam permanecer no terreno e tentar reabastecer o 6.º Exército por via aérea. As forças presas em Estalinegrado precisavam de cerca de 680 toneladas de mantimentos por dia, uma tarefa que a Luftwaffe não estava em condições de realizar. Para além disso, a renascida Força Aérea Vermelha era uma ameaça à aviação alemã sobre a zona de cerco. Embora em Dezembro a Luftwaffe tenha reunido uma frota de 500 aeronaves, ainda não era suficiente para abastecer o 6.º Exército e os elementos do 4.º Exército Panzer, com os devidos mantimentos. Durante a primeira metade de Dezembro, o 6.º Exército recebeu menos de 20% das suas necessidades diárias.
Entretanto, o Exército Vermelho reforçou a sua força em redor do cerco com o objectivo de destruir as forças alemãs. Os exércitos soviéticos atacariam as unidades alemães a leste e a sul, para dividir as forças alemãs em grupos de menor dimensão. Estas ordens deviam ser observadas a 24 de Novembro, e realizadas sem grande mobilização de reservas ou outros movimentos de tropas. O comprimento do círculo exterior do cerco era de 320 km, embora apenas três quartos dessa distância tivesse a presença de tropas soviéticas; a distância entre o círculo exterior e o interior era de 16 km. Por esta altura, o alto comando soviético começou a planear a operação seguinte — Saturno -, cujo objectivo era destruir o 8.º Exército italiano e as forças alemãs no Cáucaso. A Stavka planeou  o início da operação para o dia 10 de Dezembro.
As forças alemãs na região foram ainda mais divididas quando o general alemão Erich von Manstein recebeu o comando no recém-criado Grupo de Exércitos Don, que integrava o 4.º Exército Panzer e o 6.º Exército alemães, e o 3.º e 4.º Exércitos romenos. Embora a situação fosse complicada para os alemães, tinha-se instalado um momento de calma relativa após o fim da Operação Urano; tanto os alemães como os soviéticos encontravam-se a preparar os seus próximos movimentos.